# Dunga
Carlos Caetano Bledorn Verri, conegut com a Dunga (31 d'octubre de 1963, Ijuí, Rio Grande do Sul) és un exfutbolista i entrenador de futbol brasiler. Dunga és un malnom donat pel seu oncle Claudio, en referència a un dels set nans, creient que Carlos no tindria una major altura. Va alçar la Copa del Món com a capità del Brasil al Mundial dels Estats Units de 1994. També va ser l'entrenador de la selecció brasilera de futbol, fins al 2 de juliol de 2010, quan deixà el càrrer després de la derrota del Brasil a la Copa del Món de Futbol de 2010 contra la selecció de futbol dels Països Baixos per 2-1 en quarts de final. Com a futbolista ha guanyat la Copa Mundial de Futbol Sub-20 (1983), el Mundial de Futbol (1994) i la J. League (1997). Com a entrenador la Copa Amèrica (2007) i la Copa Confederacions de la FIFA (2009).

## Trajectòria
Dunga va començar la seva carrera futbolística en l'Internacional de Porto Alegre, i posteriorment va saltar a altres clubs brasilers, com el SC Corinthians i el Santos FC. El 1987 va passar al Pisa Calcio, i des d'aquest instant es va donar a conèixer en el futbol europeu.
Posteriorment, va jugar en les files de l'ACF Fiorentina, el Pescara i el VfB Stuttgart. Els dos últims clubs on va participar Dunga com a jugador van ser el Jubilo Iwata i l'Internacional de Porto Alegre. En terres japoneses va assolir alguns títols locals, abans de tornar finalment al Brasil, on va acabar la seva carrera com futbolista.
Però, sens dubte, els seus majors èxits els va aconseguir amb la Selecció de Brasil, conquistant la Copa del Món dels Estats Units de 1994.
Actualment és entrenador de la selecció brasilera, en la qual va ingressar el 2006 reemplaçant a Carlos Alberto Parreira, després del Mundial d'Alemanya 2006. El seu debut a la banqueta brasilera es va produir el 16 d'agost de 2006, en el partit Noruega 1 - 1 Brasil.
Com a tècnic de la selecció brasilera es va proclamar campió de la Copa Amèrica 2007, celebrada a Veneçuela, guanyant en la final a la selecció d'Argentina per 3-0 i la Copa Confederacions derrotant els Estats Units en una espectacular remuntada acabant el partit amb el marcador de 3-2.
El juliol de 2014 fou nomenat per segon cop seleccionador del Brasil, en substitució de Luiz Felipe Scolari.